# Rhyacophila kohnoae
Rhyacophila kohnoae är en nattsländeart som beskrevs av Ross 1956. Rhyacophila kohnoae ingår i släktet Rhyacophila och familjen rovnattsländor. Inga underarter finns listade i Catalogue of Life.